# Bezirk Tarnów

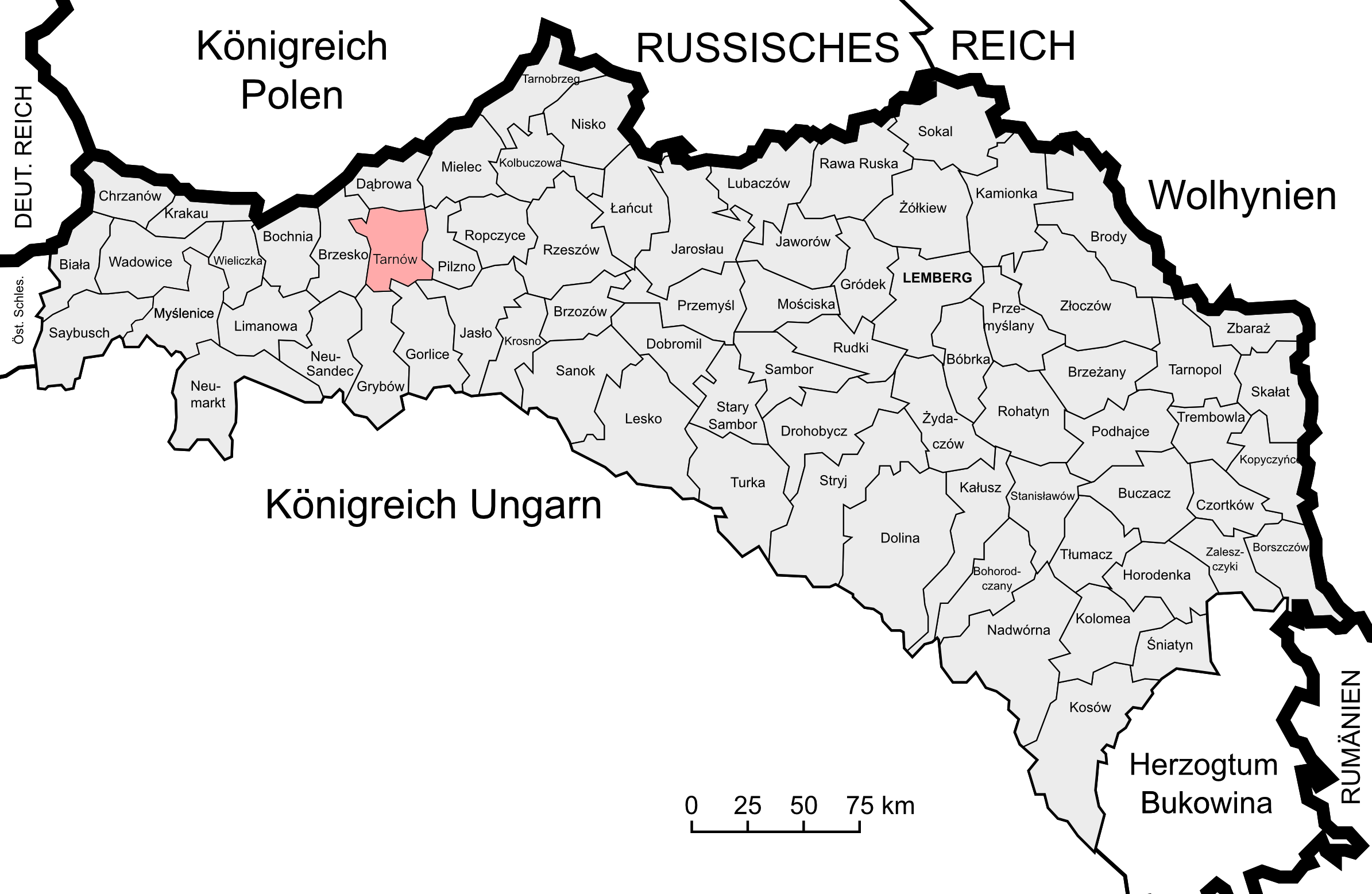
Lage des Bezirks Tarnów im Kronland Galizien und Lodomerien

Der Bezirk Tarnów war ein politischer Bezirk im Kronland Galizien und Lodomerien. Sein Gebiet umfasste Teile Westgaliziens im heutigen Polen (Powiat Tarnów), Sitz der Bezirkshauptmannschaft war die Stadt Tarnów. Nach dem Ersten Weltkrieg musste Österreich den gesamten Bezirk an Polen abtreten, hier sind große Teile heute im Powiat Tarnowski zu finden.
Er grenzte im Norden an den Bezirk Dąbrowa, im Osten an den Bezirk Pilzno, im Südosten an den Bezirk Jasło, im Süden an den Bezirk Gorlice, im Südwesten an den Bezirk Grybów sowie im Nordwesten an den Bezirk Brzesko.

## Geschichte
Ein Vorläufer des späteren Bezirks (Verwaltungs- und Justizbehörde zugleich) wurde zum Ende des Jahres 1850 geschaffen, die Bezirkshauptmannschaft Tarnów war dem Regierungsgebiet Krakau unterstellt und umfasste folgende Gerichtsbezirke:
- Gerichtsbezirk Tarnów, Section I.
- Gerichtsbezirk Tarnów, Section II.
- Gerichtsbezirk Woynicz
- Gerichtsbezirk Zakluczyn

Nach der Kundmachung im Jahre 1854 kam es am 29. September 1855 zur Einrichtung des Bezirksamtes Tarnów (weiterhin für Verwaltung und Gerichtsbarkeit zuständig) innerhalb des Kreises Tarnów.
Nachdem die Kreisämter Ende Oktober 1865 abgeschafft wurden und deren Kompetenzen auf die Bezirksämter übergingen, schuf man nach dem Österreichisch-Ungarischen Ausgleich 1867 auch die Einteilung des Landes in zwei Verwaltungsgebiete ab. Zudem kam es im Zuge der Trennung der politischen von der judikativen Verwaltung zur Schaffung von getrennten Verwaltungs- und Justizbehörden. Während die gerichtliche Einteilung weitgehend unberührt blieb, fasste man Gemeinden mehrerer Gerichtsbezirke zu Verwaltungsbezirken zusammen.
Der neue politische Bezirk Tarnów wurde aus folgenden Bezirken gebildet:
- Bezirk Tarnów (mit 50 Gemeinden)
- Bezirk Tuchów (mit 23 Gemeinden)
- Teilen des Bezirks Radłów (Gemeinde Rudka)
- Teilen des Bezirks Dombrowa (Gemeinden Brnik, Żelazówka)
- Teilen des Bezirks Wojnicz (Gemeinden Błonie, Janowice mit Gierowa und Podbrzezie, Wróblowice)
- Teilen des Bezirks Żabno (Gemeinde Bobrowniki Wielkie mit Jurkow, Bobrowniki Małe mit Dobczyce, Fink, Głow, Ilkowice mit Rudne und Sanoka, Kobierzyn, Łysia Góra, Łukowa, Nieciecza, Niedonice, Odporyszów, Pawęzów, Partyn mit Lęgi, Podlesie, Sieradza, Smigno, Markt Żabno, mit Przedmieście)
- Teilen des Bezirks Pilzno (Gemeinden Jastrąbka Nowa, Jawornik, Jodłówka mit Walki, Zdziary, Zukowice Stare, Zukowice Nowe, Łęki Górne)

Der Bezirk Tarnów bestand bei der Volkszählung 1910 aus 82 Gemeinden sowie 85 Gutsgebieten und umfasste eine Fläche von 772 km². Hatte die Bevölkerung 1900 noch 107.470 Menschen umfasst, so lebten hier 1910 114.118 Menschen. Auf dem Gebiet lebten dabei mehrheitlich Menschen mit polnischer Umgangssprache (98,1 %) und römisch-katholischem Glauben, Juden machten rund 15 % der Bevölkerung aus (am meisten in Tarnów, Gromnik, Ryglice, und Tuchów).

## Ortschaften
Auf dem Gebiet des Bezirks bestand 1900 Bezirksgerichte in Tarnów und Tuchów, diesen waren folgende Orte zugeordnet:
Gerichtsbezirk Tarnów (57 Ortsgemeinden):
- Biała
- Błonie
- Bobrowniki Małe bestehend aus den Ortsteilen Bobrowniki Małe und Dobczyce
- Bobrowniki Wielkie bestehend aus den Ortsteilen Bobrowniki Wielkie und Jurków
- Chyszów
- Dąbrówka Infułacka
- Dąbrówka Szczepanowska bestehend aus den Ortsteilen Dąbrówka Szczepanowska und Lubca Szczepanowska
- Glów
- Gumniska
- Ilkowice bestehend aus den Ortsteilen Ilkowice, Rudno und Sanoka
- Janowice
- Jastrząbka Nowa
- Jodłówka ad Wałki
- Klikowa
- Kobierzyn bestehend aus den Ortsteilen Breń, Kobierzyn und Wymysł
- Komorów bestehend aus den Ortsteilen Komorów Dolny, Komorów Górny und Odsypisko
- Koszyce Małe
- Koszyce Wielkie
- Krzyż
- Łęg ad Partyń
- Łękawica
- Łękawka
- Lisia Góra
- Łowczówek
- Łukowa
- Mykołajowice bestehend aus den Ortsteilen Mykołajowice und Sierakowice
- Niedomice
- Nowodworze
- Ostrów
- Pawęzów
- Pleśna
- Pogórska Wola bestehend aus den Ortsteilen Pogórska Wola, Pogórz, Poskle, Siedliska, Wielkie Pole und Żurawieniec
- Poręba Radlna
- Radlna
- Rudka
- Rzędzin
- Rzuchowa
- Siedlec bestehend aus den Ortsteilen Łęka Siedlecka und Siedlec
- Skrzyszów bestehend aus den Ortsteilen Ładna, Skrzyszów und Średziny
- Śmigno
- Świebodzin bestehend aus den Ortsteilen Kłokowa und Świebodzin
- Świerczków
- Szczepanowice
- Szynwałd
- Stadt Tarnów
- Tarnowiec
- Trzemeśna
- Wierzchosławice bestehend aus den Ortsteilen Brzeźnica (Dwudniaki), Gosławice, Podlesie (Trzydniaki), Szujec, Wierzchosławice und Wola
- Wola Rzędzińska
- Woźniczna
- Wróblowice
- Zaczarne
- Zawada
- Zbylitowska Góra
- Zgłobice
- Żukowice Nowe
- Żukowice Stare

Gerichtsbezirk Tuchów (28 Ortsgemeinden):
- Bistuszowa bestehend aus den Ortsteilen Bistuszowa und Kielanowice Górne
- Brzozowa bestehend aus den Ortsteilen Brzozowa und Polichty
- Burzyn
- Chojnik
- Dąbrówka Tuchowska
- Garbek
- Golanka
- Gromnik bestehend aus den Ortsteilen Berdechów, Gromnik, Pozna und Zalesie
- Jodłówka Tuchowska
- Joniny
- Karwodrza
- Kielanowice Dolne
- Kowalowy
- Lichwin
- Łowczów
- Lubaszowa
- Lubinka
- Meszna Opacka
- Meszna Szlachecka (Buchcice)
- Piotrkowice
- Rychwałd
- Markt Ryglice bestehend aus den Ortsteilen Bukowina, Galia, Góra, Podlesie, Ryglice und Wisze
- Siedliska bestehend aus den Ortsteilen Siedliska und Zabiele
- Siemiechów
- Markt Tuchów
- Uniszowa
- Zabłędza
- Zalasowa bestehend aus den Ortsteilen Podlesie, Świnia Góra, Wolniki, Wymyśle und Zalasowa